# Diferencias entre los idiomas checo y eslovaco

Idioma checo.

Idioma eslovaco.

Lingüísticamente, los idiomas checo y eslovaco forman un continuum dialectal y los dialectos eslovacos orientales se funden a su vez con el rusino, que es ya una lengua eslava oriental. Si se excluyen los cuatro dialectos moravios y los dos dialectos silesios, el checo existe en dos formas: literario y coloquial. El eslovaco estándar se parece al checo literario, en especial en cuanto a fonología y morfología. Las diferencias entre partes del vocabulario de algunos dialectos eslovacos son bastante grandes y comparables a las diferencias que existen entre el eslovaco estándar y el checo estándar. La descripción que se muestra a continuación resume las principales diferencias entre las normas del eslovaco y el checo.
- Los grafemas eslovacos que no existen en el idioma checo son ä, ľ, ĺ, ŕ, ô, ia, ie, iu, dz, dž (véase Pronunciación). Los grafemas checos que no existen en lengua eslovaca son: ě, ř y ů.
- El eslovaco tiene los siguientes fonemas de los que el checo carece: /ʎ/, /rː/, /lː/, /æ/ (esto es sólo en eslovaco elevado y algunos dialectos), y los diptongos /i̯a/, /i̯e/, /i̯u/, /u̯ɔ/; por el contrario el checo tiene /r̝/.
- En checo se utiliza un tipo de entonación pitch contour, que no aparece en eslovaco (ni en los dialectos moravios).
- El eslovaco utiliza la palatalización con más frecuencia (por lo que parece fonéticamente más suave), pero existen ciertas excepciones (SK batoh, dekan; CZ baťoh, děkan [ďekan]).
- La asimilación fonética y cierto tipo de "liaison" francesa son mucho más fuertes en eslovaco
- La gramática eslovaca:
  - es algo más simple y regular que la gramática del checo literario, ya que el estándar actual de la lengua checa no se codificó hasta el siglo XIX.
  - tiene diferentes terminaciones y paradigmas de declinación y conjugación.
  - tiene 6 casos morfológicos (véase Declinación eslovaca) - el vocativo (que oficialmente ya no se considera un caso gramatical separado) se ha perdido casi por completo, mientras que el vocativo checo goza de vitalidad.
- Parte del eslovaco básico es similar al checo y unas cuantas palabras idénticas o casi idénticas tienen diferente significado. Las diferencias se deben principalmente al origen histórico (por ejemplo la palabra hej que se menciona debajo, se utilizó en la Gran Moravia). En cuanto a la terminología profesional, si se exceptúa la biología (en especial los nombres de animales y plantas), se adoptó la terminología checa (en forma eslovaquizada) ya que resultaba más práctico. El diccionario Checo-Eslovaco de Términos Diferentes (Praga, 1989) recoge 11.000 entradas (sin terminología profesional):
  - Ejemplos de palabras básicas diferentes: hablar (SK hovoriť – CZ mluvit), sí [enfático] (SK hej – CZ jo), si [condicional] (SK ak – CZ jestli, jestliže, -li), adiós (SK dovidenia – CZ nashledanou), enero (SK január – CZ leden), gato (SK mačka – CZ kočka), besar (SK bozkať – CZ líbat), ahora (SK teraz – CZ teď, nyní), bienes (SK tovar – CZ zboží), él no es (SK nie je - CZ není) etcétera.
  - Ejemplos de pequeñas diferencias típicas: terminaciones (SK -cia, -dlo, -ť, -om – CZ -c(i)e, -tko, -t, -em), expresiones (SK treba, možno – CZ je třeba, je možné / je možno), preposiciones (SK na – CZ k, pro) . . .
  - Ejemplos de palabras con diferentes significados : SK topiť (derretir) – CZ topit (calentar), SK horký (amargo) – CZ horký (caliente) . . .
- La lengua checa no tiene equivalente para muchas palabras eslovacas y viceversa. Ejemplos de palabras en las que no hay equivalente checo: preposiciones (popod, ponad, sponad. . . ), verbos (ľúbiť, povynechávať, skackať, siakať,. . . ), nombres (kúrňava, kaštieľ, hoľa, grúň). . ., pronombres (dakto, voľakto, henten,. . . ) etc.
- El checo no tiene una regla rítmica (véase Pronunciación)
- En eslovaco se usa la voz pasiva formada como en inglés menos que en checo y en su lugar, se prefiere la voz pasiva utilizando el pronombre reflexivo s/se (como en español y otras lenguas romances).
- El eslovaco tiene muchos dialectos, mientras que en la República Checa muchos dialectos han desaparecido, especialmente en Bohemia.

- Datos: Q1432819